# Major League Baseball 1881
1881 års säsong av Major League Baseball (MLB) var den sjätte i MLB:s historia. MLB bestod under denna säsong av National League (NL), som bestod av åtta klubbar. Mästare blev Chicago White Stockings, som därmed tog sin tredje ligatitel.

## Tabell
| Klubb                   | M  | V  | F  | O | V%    | GB   | PF  | PM  |
| ----------------------- | -- | -- | -- | - | ----- | ---- | --- | --- |
| Chicago White Stockings | 84 | 56 | 28 | 0 | 0,667 | –    | 550 | 379 |
| Providence Grays        | 85 | 47 | 37 | 1 | 0,560 | 9    | 447 | 426 |
| Buffalo Bisons          | 83 | 45 | 38 | 0 | 0,542 | 10,5 | 440 | 448 |
| Detroit Wolverines      | 84 | 41 | 43 | 0 | 0,488 | 15   | 440 | 429 |
| Troy Trojans            | 85 | 39 | 45 | 1 | 0,464 | 17   | 399 | 429 |
| Boston Red Caps         | 83 | 38 | 45 | 0 | 0,458 | 17,5 | 349 | 410 |
| Cleveland Blues         | 85 | 36 | 48 | 1 | 0,429 | 20   | 392 | 414 |
| Worcester Worcesters    | 83 | 32 | 50 | 1 | 0,390 | 23   | 410 | 492 |

Not: Före 1883 avgjordes klubbarnas placeringar i National League av antalet vinster, inte av vinstprocenten.

## Statistik

### Slagmän

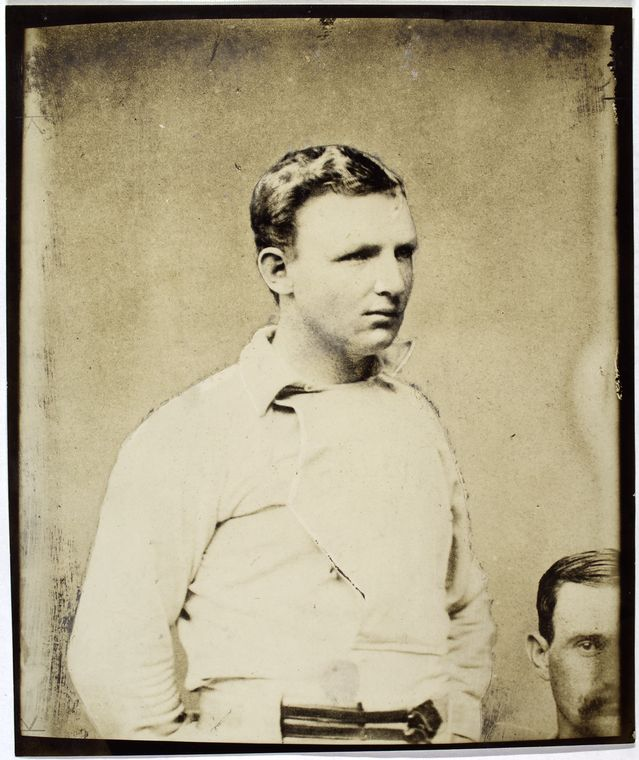
Cap Anson.

Källa: 
| Kategori | Slagman       | Klubb | Värde |
| -------- | ------------- | ----- | ----- |
| AVG      | Cap Anson     | CHI   | 0,399 |
| HR       | Dan Brouthers | BUF   | 8     |
| RBI      | Cap Anson     | CHI   | 82    |
| R        | George Gore   | CHI   | 86    |
| H        | Cap Anson     | CHI   | 137   |
| OBP      | Cap Anson     | CHI   | 0,442 |
| SLG      | Dan Brouthers | BUF   | 0,541 |

### Pitchers

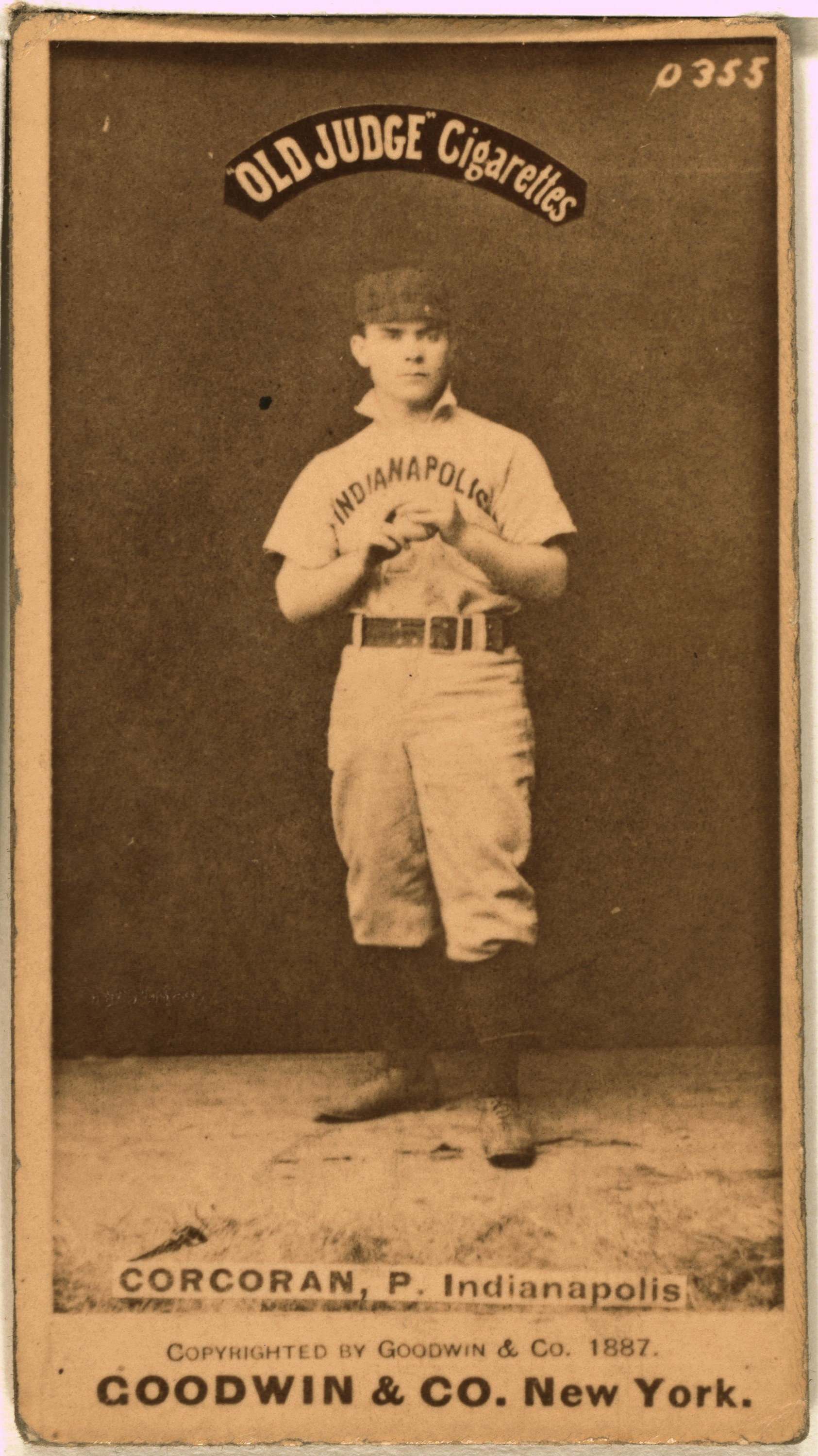
Larry Corcoran.

Källa: 
| Kategori | Pitcher                      | Klubb    | Värde |
| -------- | ---------------------------- | -------- | ----- |
| W        | Larry Corcoran · Jim Whitney | CHI BOS  | 31    |
| ERA      | Stump Wiedman                | DET      | 1,80  |
| SO       | George Derby                 | DET      | 212   |
| IP       | Jim Whitney                  | BOS      | 552,1 |
| CG       | Jim McCormick · Jim Whitney  | CLE BOS  | 57    |
| SHO      | George Derby                 | DET      | 9     |
| SV       | Bobby Mathews                | PRO, BOS | 2     |
| WHIP     | Stump Wiedman                | DET      | 1,04  |